# Meridià 20 a l'est
El meridià 20° a l'est de Greenwich és una línia de longitud que s'estén des del pol Nord a través de l'oceà Àrtic, l'oceà Atlàntic, Europa, l'Àfrica, l'Oceà Índic, Oceà Antàrtic i Antàrtida al pol Sud.
El meridià 20 a l'est forma un cercle màxim amb el meridià 160 a l'oest.
Part de la frontera entre Botswana i Namíbia i de la frontera entre Sud-àfrica i Namíbia estan definides pel meridià. El límit entre l'oceà Atlàntic i l'oceà Índic està definit pel meridià. El meridà defineix el límit oriental de la zona Nova Suàbia a la regió de Terra de la Reina Maud, Antàrtida.

## De Pol a Pol
Des del pol Nord i dirigint-se cap al sud fins al pol Sud, el meridià 24 a l'Est passa per:
| Coordenades                             | País, territori o mar                             | Notes                                                                |
| --------------------------------------- | ------------------------------------------------- | -------------------------------------------------------------------- |
| 90° 0′ N, 20° 0′ E / 90.000°N,20.000°E  | Oceà Àrtic                                        |                                                                      |
| 80° 32′ N, 20° 0′ E / 80.533°N,20.000°E | Noruega                                           | Illes de Nordaustlandet i Spitsbergen, Svalbard                      |
| 78° 37′ N, 20° 0′ E / 78.617°N,20.000°E | Mar de Barents                                    |                                                                      |
| 73° 54′ N, 20° 0′ E / 73.900°N,20.000°E | Oceà Atlàntic                                     | Mar de Noruega                                                       |
| 70° 10′ N, 20° 0′ E / 70.167°N,20.000°E | Noruega                                           | Illa de Vanna, i el continent                                        |
| 68° 34′ N, 20° 0′ E / 68.567°N,20.000°E | Suècia                                            | Per uns 2 km                                                         |
| 68° 33′ N, 20° 0′ E / 68.550°N,20.000°E | Noruega                                           | per uns 18 km                                                        |
| 68° 23′ N, 20° 0′ E / 68.383°N,20.000°E | Suècia                                            |                                                                      |
| 63° 37′ N, 20° 0′ E / 63.617°N,20.000°E | Mar Bàltic                                        | Golf de Bòtnia                                                       |
| 60° 24′ N, 20° 0′ E / 60.400°N,20.000°E | Illes Åland                                       | Illa de Fasta Åland                                                  |
| 60° 1′ N, 20° 0′ E / 60.017°N,20.000°E  | Mar Bàltic                                        |                                                                      |
| 54° 57′ N, 20° 0′ E / 54.950°N,20.000°E | Rússia                                            | Óblast de Kaliningrad (exclavament)                                  |
| 54° 25′ N, 20° 0′ E / 54.417°N,20.000°E | Polònia                                           | Passa a través de Cracòvia (quan es creua amb el paral·lel 50° nord) |
| 49° 13′ N, 20° 0′ E / 49.217°N,20.000°E | Eslovàquia                                        | Passa a través de la muntanya Kriváň                                 |
| 48° 10′ N, 20° 0′ E / 48.167°N,20.000°E | Hongria                                           |                                                                      |
| 46° 10′ N, 20° 0′ E / 46.167°N,20.000°E | Sèrbia                                            |                                                                      |
| 43° 4′ N, 20° 0′ E / 43.067°N,20.000°E  | Montenegro                                        |                                                                      |
| 42° 31′ N, 20° 0′ E / 42.517°N,20.000°E | Albània                                           |                                                                      |
| 39° 41′ N, 20° 0′ E / 39.683°N,20.000°E | Mar Mediterrània                                  | Mar Jònica                                                           |
| 39° 27′ N, 20° 0′ E / 39.450°N,20.000°E | Grècia                                            | Illa de Corfú                                                        |
| 39° 24′ N, 20° 0′ E / 39.400°N,20.000°E | Mar Mediterrània                                  | Mar Jònica i la pròpia Mediterrània                                  |
| 32° 1′ N, 20° 0′ E / 32.017°N,20.000°E  | Líbia                                             |                                                                      |
| 31° 28′ N, 20° 0′ E / 31.467°N,20.000°E | Mar Mediterrània                                  | Golf de Sirte                                                        |
| 30° 46′ N, 20° 0′ E / 30.767°N,20.000°E | Líbia                                             |                                                                      |
| 21° 33′ N, 20° 0′ E / 21.550°N,20.000°E | Txad                                              |                                                                      |
| 9° 7′ N, 20° 0′ E / 9.117°N,20.000°E    | República Centreafricana                          |                                                                      |
| 4° 58′ N, 20° 0′ E / 4.967°N,20.000°E   | R.D. del Congo                                    |                                                                      |
| 7° 0′ S, 20° 0′ E / 7.000°S,20.000°E    | Angola                                            |                                                                      |
| 17° 53′ S, 20° 0′ E / 17.883°S,20.000°E | Namíbia                                           |                                                                      |
| 22° 0′ S, 20° 0′ E / 22.000°S,20.000°E  | Frontera Namíbia / Botswana                       |                                                                      |
| 24° 45′ S, 20° 0′ E / 24.750°S,20.000°E | Frontera Namíbia / Sud-àfrica (Cap Septentrional) |                                                                      |
| 28° 26′ S, 20° 0′ E / 28.433°S,20.000°E | Sud-àfrica                                        | Cap Septentrional Cap Occidental                                     |
| 34° 50′ S, 20° 0′ E / 34.833°S,20.000°E | Frontera Oceà Atlàntic / Oceà Índic               |                                                                      |
| 60° 0′ S, 20° 0′ E / 60.000°S,20.000°E  | Oceà Antàrtic                                     |                                                                      |
| 69° 53′ S, 20° 0′ E / 69.883°S,20.000°E | Antàrtida                                         | Terra de la Reina Maud, reclamada per Noruega                        |